# Women Do Cry
Pour plus de détails, voir Fiche technique et Distribution.
Women Do Cry est un film dramatique franco-bulgare réalisé par Mina Mileva et Vesela Kazakova et sorti en 2021.

## Synopsis
Lora travaille sur un chantier à Sofia, en Bulgarie, pour subvenir aux besoins de Sonja, sa sœur de 19 ans, et de Ana, sa mère qui se consacre à l'astrologie et à la méditation. En pleine journée, Sonja arrive en pleurs sur le chantier et lui annonce qu'elle a découvert que son copain était un homme marié, volage, bisexuel, et qu'il l'a probablement infecté avec le VIH.
Pendant ce temps, leur tante Veronica élève son enfant à la maison après avoir arrêté son travail, et se bat contre une dépression post-partum. Quant à Yoana, lesbienne et sœur jumelle de Veronica, elle travaille pour une ONG et doit faire face à l'opposition du gouvernement vis à vis de la ratification de la convention d'Istanbul.

## Fiche technique
- Titre original : Women Do Cry
- Réalisation : Mina Mileva et Vesela Kazakova
- Scénario : Mina Mileva, Vesela Kazakova et Bilyana Kazakova
- Musique : Andy Cowton
- Décors : Nicolas Avinée
- Direction artistique : Maria Ilchovska
- Photographie : Jerome Godfrey et Dimitar Kostov
- Montage : Yann Dedet et Donka Ivanova
- Production : Christophe Bruncher, Vesela Kazakova et Mina Mileva
  - Coproduction : Olivier Père
  - Production exécutive : Alexander Ugrinski
- Sociétés de production : Arte France Cinéma et Activist 38
- Société de distribution : Eurozoom
- Pays de production :  Bulgarie et  France
- Langue originale : bulgare
- Format : couleur — 2,35:1
- Genre : drame
- Durée : 107 minutes
- Dates de sortie :
  - France : 14 juillet 2021 (Festival de Cannes) ; 9 mars 2022 (sortie nationale)
  - Belgique : 8 septembre 2021 (Festival de Gand)
  - Bulgarie : 17 septembre 2021

## Accueil
Libération qualifie le film de « œuvre d'un féminisme radical portée par un casting formidable ». Têtu quant à lui loue la colère du film, et la façon dont il expose les violences faites aux femmes.
Le film est projeté lors de la 74e édition du Festival de Cannes dans la section Un certain regard.

## Distribution
Sauf indication contraire, les informations mentionnées dans cette section peuvent être confirmées par les bases de données cinématographiques IMDb et Allociné,  présentes dans la section « Liens externes ».
- Maria Bakalova : Sonia
- Ralitsa Stoyanova : Lora
- Katia Kazakova : Ana
- Bilyana Kazakova : Veronica
- Vesela Kazakova : Yoana
- Iossif Surchadzhiev : le père

## Production
L'idée du film vient de Byliana Kazakova, la soeur jumelle de Vesela Kazakova, qui a écrit une histoire sur la dépression périnatale.
En 2021, mk2 films annonce avoir obtenu les droits de distribution du film.

## Autour du film
Les rôles des 3 sœurs Ana, Yoana et Veronica sont joués par une des réalisatrices et ses deux soeurs.